# Cañada del Pueblo
Cañada del Pueblo est une ville de l'Uruguay située dans le département de Paysandú. Sa population était en 2004 de 208 habitants.

## Population
| Année | Population |
| ----- | ---------- |
| 1996  | -          |
| 2004  | 208        |

Référence,: